# Vladimir Kornilov
Pour les articles homonymes, voir Kornilov.
Vladimir Alekseïevitch Kornilov (en russe : Владимир Алексеевич Корнилов), né le 13 février 1806 à Ryasnya dans le gouvernement de Tver, décédé le 17 octobre 1854 à Sébastopol est un
vitse-admiral russe qui fut chef d'état-major de la Flotte de la mer Noire, héros de la guerre de Crimée chargé de la défense de Sébastopol.

## Biographie
Le futur héros de Sébastopol naquit dans le petit domaine familial d'Ivanovskoïe Strariskovo dans la province de Tver. C'est le fils d'Alexeï Mikhaïlovitch Kornilov, officier de la marine impériale de Russie. Entré en 1821 au corps naval des Cadets de Saint-Pétersbourg, il obtint son diplôme en 1823.

### Carrière militaire
Dès sa sortie du Corps naval des Cadets, Vladimir Alexeïevitch Kornilov fut affecté dans la marine côtière, mais en raison de son manque d'enthousiasme, il fut renvoyé de la marine, en 1825. Avec le soutien de son père, il fut réintégré dans la Marine impériale de Russie, en 1827. Sa véritable carrière navale débuta à cette époque. Il reçut son affectation pour Arkhangelsk et servit sous les ordres de Mikhaïl Lazarev sur l'Azov.
Les membres d'équipage de l'Azov et Kornilov élevé au grade d'aspirant furent transférés de Kronstadt en mer Méditerranée. Il eut pour professeur l'amiral Lazarev qui lui enseigna la tactique et la stratégie navale. Au cours de la guerre russo-turque (1828-1829), il se distingua à bord du navire amiral Azov, à la bataille de Navarin du 20 octobre 1827.
Au terme de ce conflit, Kornilov fut affecté en mer Baltique, puis l'amiral Lazarev, nouvellement nommé commandant en chef de la Flotte de la mer Noire, désira s'adjoindre son protégé en 1832. Kornilov rejoignit l'amiral à Sébastopol. En 1833, les deux hommes entreprirent une expédition militaire et géographique dans le Bosphore. La mission terminée, Kornilov fut décoré de l'Ordre de Saint-Vladimir (quatrième classe).
De retour en Crimée, il reçut le commandement du Thémistocle. Il y démontra des qualités d'organisateur, et sut enseigner à son équipage le sens du courage et de l'abnégation. En 1837, il est au commandement de la corvette Oriol.
En 1838, Kornilov fut élevé au grade de capitaine de deuxième rang (capitaine de frégate) et nommé chef d'état-major de l'amiral Lazarev, commandant en chef de la Flotte de la mer Noire et des ports de la mer Noire. En dépit du jeune âge de son ancien élève, Lazarev n'eut pas à regretter son choix. Le jeune capitaine devint un adjoint indispensable dans la gestion des ports de la mer Noire, la construction des navires de guerre et le développement de la flotte. En 1840, il fut promu capitaine de premier rang. Il participa alors à diverses expéditions navales au large des côtes de la mer Noire.
En 1846 à 1848, Vladimir Kornilov séjourna en Grande-Bretagne, et fut chargé de superviser la construction des navires à vapeur destinés à la Flotte de la mer Noire.
De retour en Russie, il fut promu contre-amiral (1849) et retrouva son poste de chef d'état-major de l'amiral Lazarev.
Après le décès de l'amiral survenu en 1851, Kornilov fut nommé à titre temporaire commandant en chef de la Flotte de la mer Noire. En 1852, il fut promu vice-amiral et adjudant-général et devint une personnalité toute puissante dans la gestion de la Flotte et des ports de la mer Noire. Dans l'attente d'une guerre inévitable, le vice-amiral produisit de gros efforts pour la construction de nouveaux bâtiments de guerre. Ainsi il fit construire au chantier naval de Nikolaïev de nouveaux docks plus importants, et renouvela les arsenaux de l'artillerie. Mais le temps lui manquait, car le conflit russo-turc éclata le 20 octobre 1853.
C'est le 5 novembre 1853 qu'eut lieu la première bataille navale de bateaux à vapeur. La frégate Vladimir armée de dix canons, et placée sous le commandement du lieutenant Boutakov, naviguait sous le pavillon du chef d'état-major de la Flotte de la mer Noire. Elle engagea le combat contre un bateau à vapeur turco-égyptien, le Pervez Bahri. Après trois heures de combat, le Pervaz Bahri fut contraint d'abaisser son pavillon. Capturé, le navire de guerre turco-égyptien fut ramené à Sébastopol, et reçut le nom de Kornilov après diverses réparations.

#### Guerre de Crimée
Après le débarquement des troupes alliées à Eupatoria le 14 septembre 1854 et la défaite des troupes russes à la bataille de l'Alma, le 20 septembre 1854, le prince Menchikov commandant en chef des troupes terrestres et navales en Crimée chargea Kornilov de la défense de la partie nord de Sébastopol, puis de toute la ville. Le vice-amiral fit couler le 2 septembre 1854 cinq vieux navires russes dans la baie de Sébastopol, puis, afin de renforcer la défense de la ville, il affecta les marins servant à bord des navires sabordés à la défense des bastions et fit élever des lignes de fortifications sur les côtes. Il renforça l'artillerie de marine et les équipages. Kornilov démontra une extraordinaire énergie. Il sut aussi maintenir le moral des troupes, par son calme habituel.
Le 13 septembre 1854 Sébastopol fut déclarée en état de siège. Les différentes garnisons susceptibles d'être attaquées par l'ennemi furent renforcées au nord comme au sud.

### Décès et inhumation
Dès le premier jour du bombardement de Sébastopol, Vladimir Kornilov fut mortellement blessé près de la tour Malakoff le 5 octobre 1854. Il fut inhumé en la cathédrale Saint-Vladimir de Sébastopol. Il repose près de son mentor, l'amiral Lazarev, ainsi que de Vladimir Istomine et Pavel Nakhimov tombés lors de la guerre de Crimée. Ces officiers inculquèrent aux marins de la Flotte de la mer Noire l'art de la guerre et le respect des traditions militaire de la marine russe.

## Distinctions
- Ordre de Saint-Vladimir (quatrième classe) (1833)

## Navires portant son nom
- Amiral Kornilov : Croiseur dont le lancement eut lieu 28 mars 1887 - mis en service en août 1889 - Mis hors service le 2 juillet 1911).